# محمد مخلوف
محمد بن محمد بن عمر مخلوف ولد في مدينة المنستير 1281 هـ / 1864م، وتوفي فيها سنة 1360 هـ /1941م. قضى حياته في تونس والمغرب.
حفظ القرآن الكريم، ثم انتقل إلى جامع الزيتونة في تونس (العاصمة)، فدرس فيه على خيرة علمائه، حتى حصل على شهادة التطويع، وحصل على إجازات من علمائه. عمل كاتب عدل، كما عمل مدرسًا للنحو والفقه في جامع الزيتونة، ثم مدرسًا في المنستير عام 1895، كما تولى خطة القضاء بالمنستير عام 1901، ثم خطة باش مفتي عام 1903، ثم رئاسة المجلس الشرعي بالمنستير. كان عضوًا في الطريقة العروسية الصوفية، كما كان عضوًا منظماً لجمعية (القُلَّة الجرّة تجمع فيها أموال الصدقة) بالمنستير. أسهم في تأسيس المدرسة القرآنية العلمية بالمنستير، كما أسهم في تأسيس المستشفى المحلي فيها.
له عدة مؤلفات مطبوعة منها:
- شجرة النور الزكية في طبقات المالكية المطبعة السلفية، القاهرة 1932،
- المازرية، مطبعة شكلونة، صفاقس 1937،
- مواهب الرحمن في مناقب الشيخ عبد السلام بن سليم، المطبعة اليوسفية، القاهرة 1966،
- شرح أربعين حديثًا من مثنيات الموطأ (مخطوط)،
- ألف رسالة في ترجمة شيخه سالم بوحاجب بعث بها إلى ابنه الوزير خليل بوحاجب.

شاعر فقيه، وجعل جلّ شعره في خدمة الطريقة العروسية، فهنّأ شيوخها في مناسبات مختلفة، مثل توليهم خطة شيخ الإسلام أو مناسبة ختمهم الرسائل، منها تهنئة للشيخ محمود بيرم في مناسبة ختمه لشرح القطر، وبعض قصائده تبدأ بمطالع من النسيب، تتكرر فيها المعاني، ينظمها في لغة سلسة يقل فيها التركيب الشعري، فشعره أقرب إلى التقرير والنظم المباشر يطلقه على السجية ملتبسًا ببعض معاني الصوفية.